# Andrzej Walden
Andrzej Walden (ur. 14 marca 1949 we Wrocławiu) – polski aktor teatralny, filmowy i telewizyjny, reżyser teatralny i dyrektor teatru.

## Życiorys
Absolwent Wydziału Aktorskiego Państwowej Wyższej Szkoły Filmowej, Telewizyjnej i Teatralnej im. Leona Schillera w Łodzi (1970) oraz Wydziału Reżyserii Państwowej Wyższej Szkoły Teatralnej im. Aleksandra Zelwerowicza w Warszawie (1976).
W latach 1970-1972 był aktorem Teatru im. Stefana Jaracza w Olsztynie i Elblągu. Następnie, do 1976 roku był członkiem różnych zespołów teatralnych. Wówczas to, w marcu 1975 roku debiutował jako reżyser w Teatrze Ziemi Pomorskiej w Grudziądzu. W latach 1976–1982 pracował głównie jako reżyser, najpierw w Teatrze Dramatycznym w Wałbrzychu, a następnie w Teatrze Polskim w Bydgoszczy oraz Teatrze Powszechnym im. Jana Kochanowskiego w Radomiu. Następnie grał w Bydgoszczy (1983–1988), a w kolejnych latach występował i reżyserował w  Teatrze im. Juliusza Osterwy w Gorzowie Wielkopolskim (1988–1989), Teatrze Dramatycznym w Elblągu (1990–1991) oraz Teatrze Dramatycznym im. Jerzego Szaniawskiego w Płocku (1991–1995). W latach 1996–2000 powrócił do Teatru Polskiego w Bydgoszczy jako aktor, reżyser, a następnie dyrektor (1999–2000). Następnie głównie reżyserował w teatrach w Płocku, Elblągu oraz Warszawie (Teatr Ochoty). Wystąpił również w jednym spektaklu Teatru Telewizji (1982) oraz dwóch audycjach Teatru Polskiego Radia (2016).
W 2019 roku otrzymał wyróżnienie na Międzynarodowym Festiwalu Filmowym „Etiuda & Anima” w Krakowie za rolę w etiudzie filmowej Krzyżówka (reż. Jan Bujnowski).

### Rodzina
Jest synem Jerzego Waldena (1903–1984) – aktora i reżysera oraz ojcem aktorki Kai Walden (ur. 1990). W 2006 roku zawarł związek małżeński z aktorką Bożeną Stryjkówną.

## Filmografia

### Role – filmy fabularne
- Sam pośród swoich (1982) – oficer
- Pianista (2002) – były więzień obozu koncentracyjnego
- Aryjska para (2004) – mężczyzna
- Ogród Luizy (2007) – Jóźwiak, sąsiad Bartodziejów
- Papusza (2013) – Julian Tuwim
- Obywatel (2014) – filatelista Kozłowski
- Tarapaty 2 (2020) – strażnik w muzeum
- Bliscy (2020) – starszy pan
- Banksterzy (2020) – klient staruszek
- Wesele (2021) – rabin
- Za duży na bajki (2022) – ochroniarz w szpitalu
- Rozwodnicy (2024) v ksiądz Czesław udzielający ślubu Małgosi i Jackowi
- Kos (2024) – pisarz Wincenty

### Role – seriale telewizyjne
- Miodowe lata (2001) – reżyser (odc. 88)
- Kocham Klarę (2001) – reżyser Ryszard Makowski (odc. 6)
- Kasia i Tomek (2003) – przechodzień (odc. 20, seria III)
- Pensjonat pod Różą (2004) – prezes, szef Wiesława (odc. 34)
- Tak miało być (2005) – dwie role:
  - kuracjusz wypożyczający książkę w bibliotece (odc. 4)
  - starszy pan (odc. 10)
- Halo Hans! (2007) – Herkules (odc. 10)
- Ranczo – dwie role:
  - egzaminator – (odc. 36, 2008)
  - pacjent – (odc. 49, 2009)
- Egzamin z życia (2008) – listonosz Michał (odc. 100)
- 39 i pół (2009) – żałobnik (odc. 36)
- Usta usta (2010) – Zbigniew Czerwiński, przewodniczący Rady Osiedla (odc. 15)
- Prosto w serce (2010–2011) – gracz (odc. 34, 35)
- Czas honoru (2011) – jubiler Moryc Rosenfarb (odc. 47, 48)
- Szpiedzy w Warszawie (2012) – mężczyzna grający w szachy z Rosenem (odc. 3)
- Lekarze (2012) – pacjent z zespołem Dunbara (odc. 2)
- Ojciec Mateusz (2018) – reżyser Stanisław Falski (odc. 247)
- Rysa (2020) – Bogusław Zientara
- Król (2020) – ojciec Emilii (odc. 8)
- Tatuśkowie (2021) – emeryt (odc. 79, 80)
- Erynie (2021) – stróż (odc. 2)
- Dom pod Dwoma Orłami (2021) – proboszcz (odc. 8)
- Pewnego razu na krajowej jedynce (2022) – klient w banku (odc. 1, 3)
- Minuta ciszy (2022) – notariusz (odc. 2)
- Gang Zielonej Rękawiczki sezon I (2022) – kelner w barze (odc. 1-8)
- Behawiorysta (2022) – Ireneusz Jeleń (odc. 1, 2, 4, 7)
- Polowanie na ćmy (2023) – ojciec Gruna (odc. 2, 5-7)
- Lipowo. Zmowa milczenia – "Arizona", ojciec Ziętara (odc. 3-7)
- Krucjata sezon II (2024) – Ryszard Gajda (odc. 4, 5)
- Gang Zielonej Rękawiczki sezon II – kelner (odc. 2-8)

Źródło: Film Polski